# Grolla d'oro al miglior regista

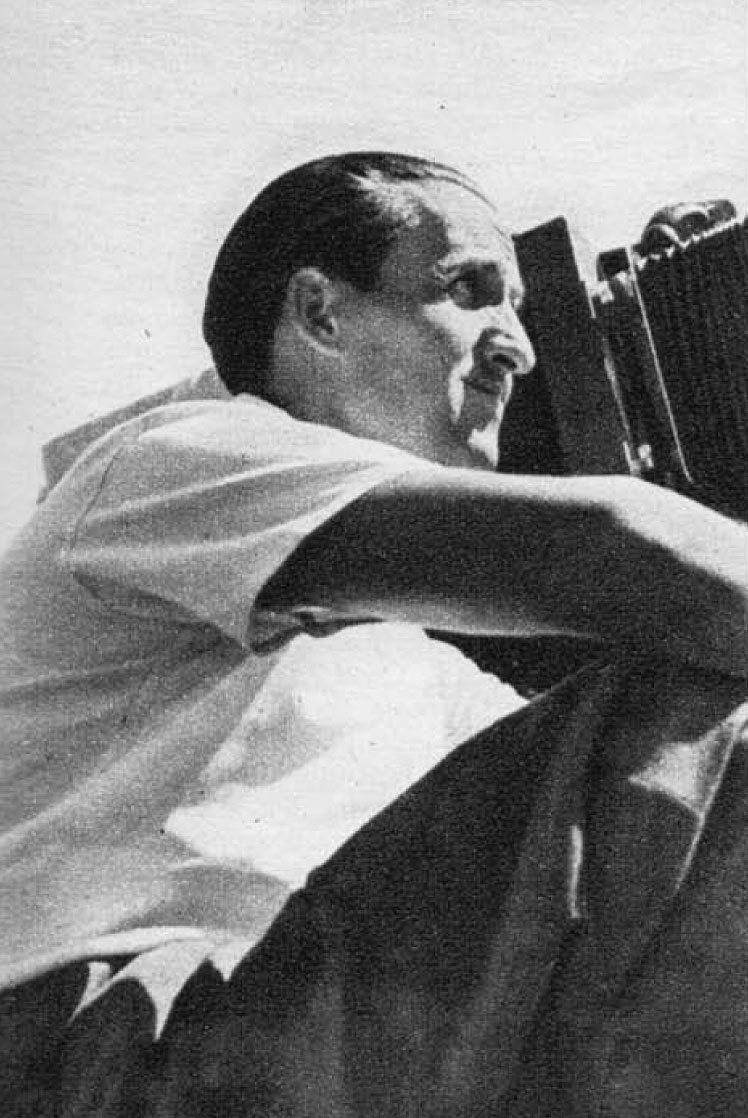
Luigi Zampa fu il primo regista a vincere il premio nel 1953, per Processo alla città.

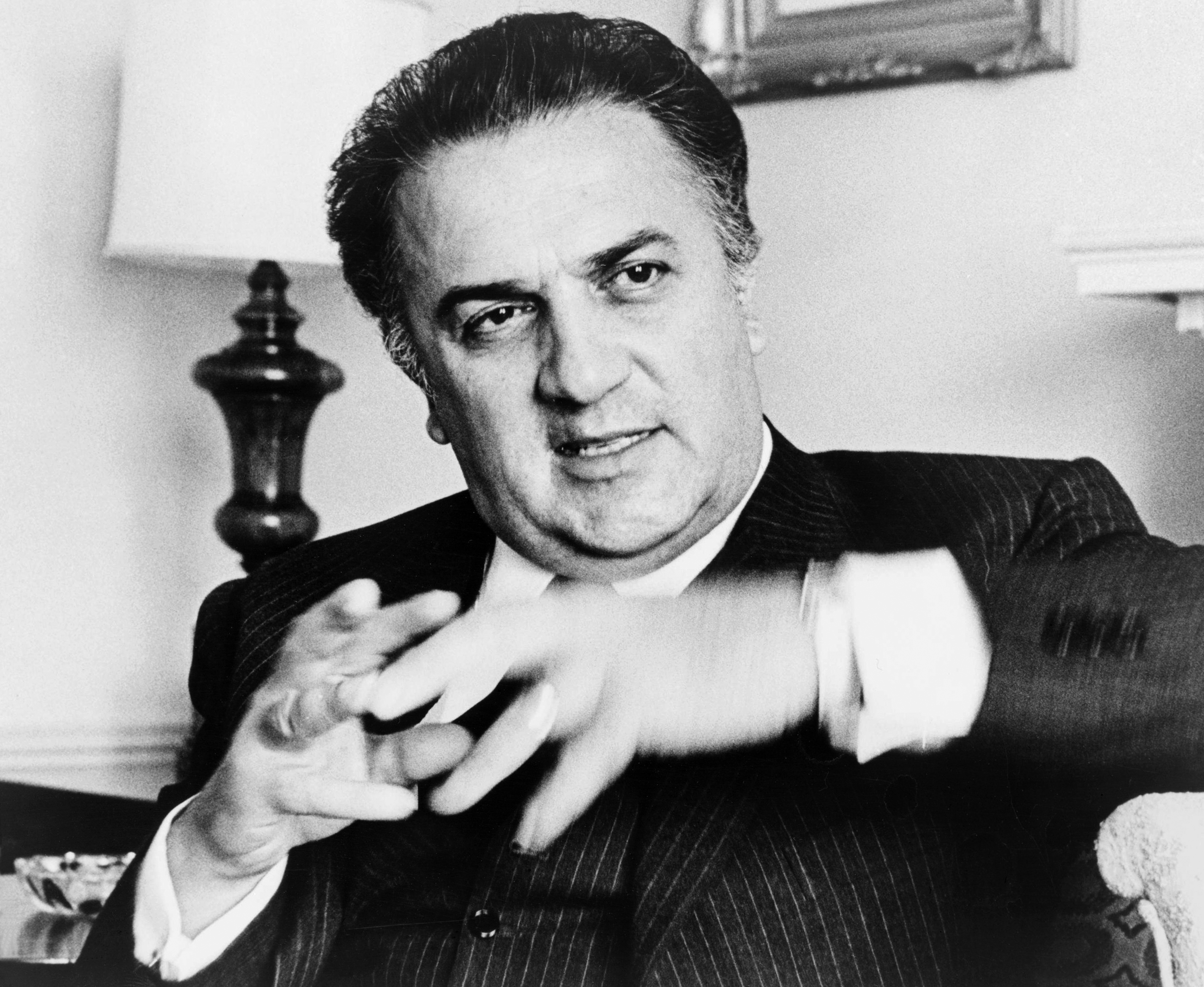
Federico Fellini con quattro premi detiene il record di vittorie

La Grolla d'oro al miglior regista è stato un premio cinematografico assegnato annualmente nell'ambito delle Grolla d'oro, a partire dall'edizione del 1953 fino a quella 2001.

## Albo d'oro

### Anni 1950-1959
- 1953 - Luigi Zampa - Processo alla città
- 1954 - Carlo Lizzani - Cronache di poveri amanti
- 1955 - Vittorio De Sica - L'oro di Napoli
- 1956 - Michelangelo Antonioni - Le amiche
- 1957 - Alberto Lattuada - Guendalina
- 1958 - Luchino Visconti - Le notti bianche
- 1959 - Alessandro Blasetti - Europa di notte

### Anni 1960-1969
- 1960 - Federico Fellini - La dolce vita
- 1961 - Luchino Visconti - Rocco e i suoi fratelli
- 1962 - Francesco Rosi - Salvatore Giuliano
- 1963 - Federico Fellini - 8½
- 1964 - Pier Paolo Pasolini - Ro.Go.Pa.G.
- 1965 - Francesco Rosi - Il momento della verità
- 1966 - Antonio Pietrangeli - Io la conoscevo bene
- 1967 - Gillo Pontecorvo - La battaglia di Algeri
- 1968 - Pier Paolo Pasolini - Edipo re
- 1969 - Nelo Risi - Diario di una schizofrenica

### Anni 1970-1979
- 1970 - Michelangelo Antonioni - Zabriskie Point
- 1971 - Bernardo Bertolucci - Il conformista
- 1972 - Marco Ferreri - L'udienza
- 1973 - Bernardo Bertolucci - Ultimo tango a Parigi
- 1974 - Federico Fellini - Amarcord
- 1975 - Ettore Scola - C'eravamo tanto amati
- 1976 - Francesco Rosi - Cadaveri eccellenti
- 1977 - Valerio Zurlini - Il deserto dei Tartari
- 1978 - Paolo e Vittorio Taviani - Padre padrone
- 1979 - Ermanno Olmi - L'albero degli zoccoli

### Anni 1980-1989
- 1980 - Federico Fellini - La città delle donne
- 1981 - Luigi Comencini - Voltati Eugenio
- 1982 - Marco Ferreri - Storie di ordinaria follia
- 1983 - Paolo e Vittorio Taviani - La notte di San Lorenzo
- 1984 - non assegnato
- 1985 - non assegnato
- 1986 - non assegnato
- 1987 - non assegnato
- 1988 - non assegnato
- 1989 - non assegnato

### Anni 1990-1999
- 1990 - Gianni Amelio - Porte aperte
- 1991 - Giuseppe Piccioni - Chiedi la luna
- 1992 - Carlo Mazzacurati - Un'altra vita
- 1993 - Silvio Soldini - Un'anima divisa in due
- 1994 - Carlo Mazzacurati - Il toro
- 1995 - Stefano Incerti - Il verificatore
- 1996 - Peter Del Monte - Compagna di viaggio
- 1997 - Giuseppe M. Gaudino - Giro di lune tra terra e mare
- 1998 - Francesca Archibugi - L'albero delle pere
- 1999 - Bernardo Bertolucci - L'assedio

### Anni 2000-2009
- 2000 - Edoardo Winspeare - Sangue vivo
- 2001 - Ermanno Olmi - Il mestiere delle armi